# Circuit intégré monolithique hyperfréquence

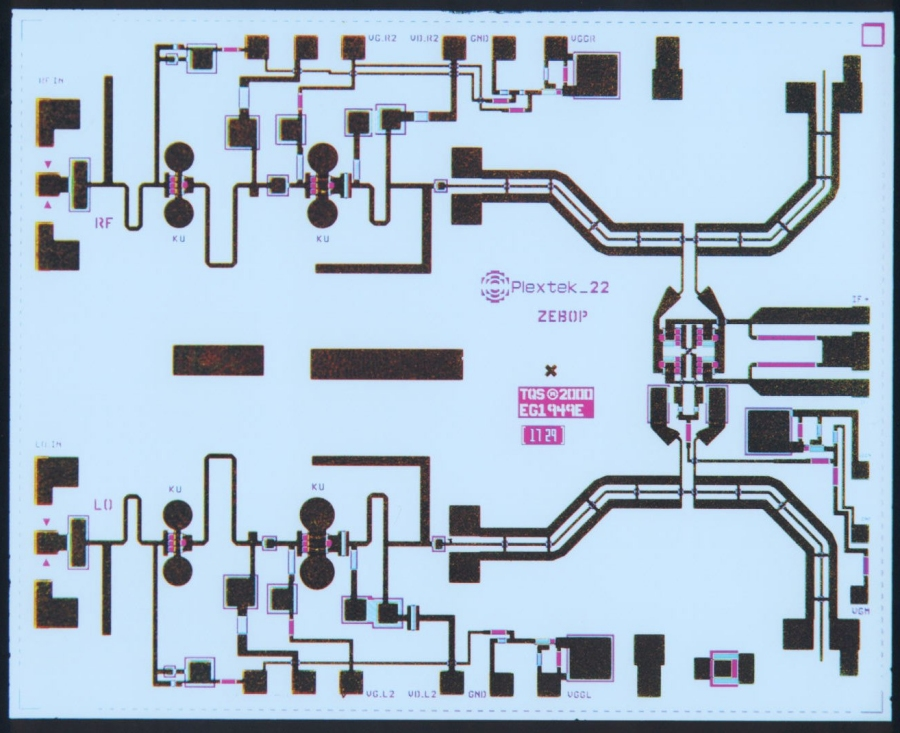
Photographie d'un circuit intégré monolithique hyperfréquence à GaAs (convertisseur 2-18 GHz).

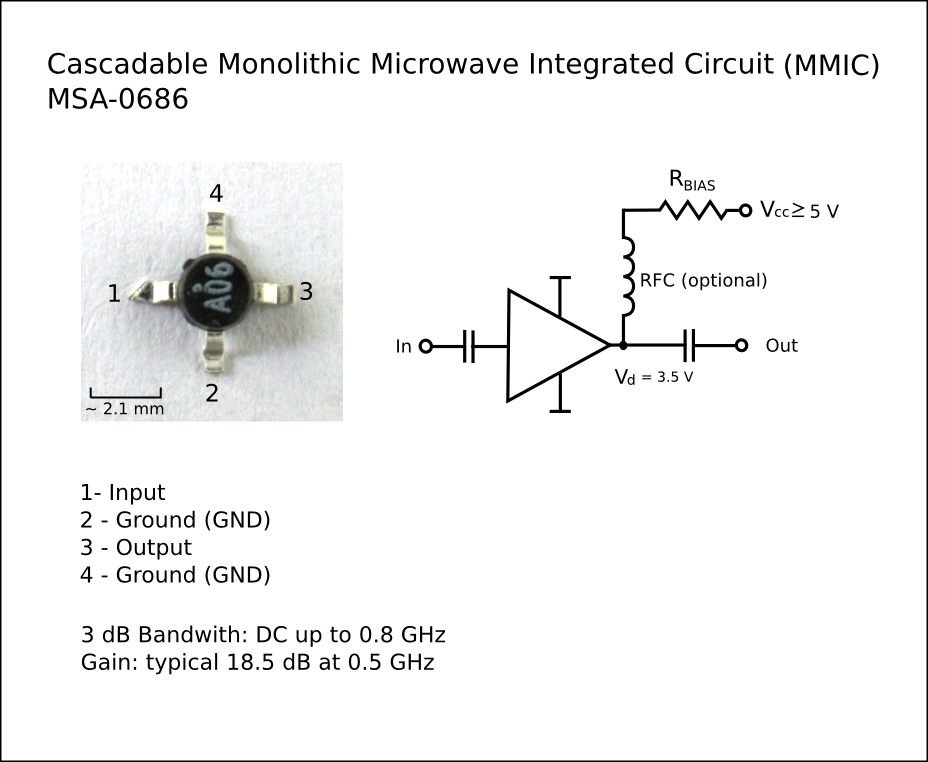
MMIC MSA-0686.

Un circuit intégré monolithique hyperfréquence ou MMIC (Monolithic Microwave Integrated Circuit) est un type de circuit intégré fonctionnant aux fréquences radio intermédiaires entre l'infrarouge et les ondes de radiodiffusion dites « micro-ondes » (de 300 MHz à 300 GHz). Ces composants électroniques sont utilisés le plus souvent comme mélangeurs micro-ondes, comme amplificateurs de puissance, comme amplificateurs faible bruit ou comme commutateurs haute fréquence. Les entrées et les sorties d'un MMIC présentent le plus souvent une impédance caractéristique de 50 ohms. Cette caractéristique les rend plus aisés à utiliser car des MMIC montés en cascade ne requièrent pas de système d'adaptation d'impédances externe. De plus la plupart du matériel de mesure des micro-ondes est conçu pour être utilisé sous 50 ohms.
Les MMIC sont de petite dimension (environ de 1 à 10 mm2) et peuvent être produits en grande série ce qui a permis le développement rapide d'appareils comme les téléphones mobiles. À l'origine les MMIC étaient fabriqués avec de l'arséniure de gallium (GaAs), un semi-conducteur extrinsèque. Le GaAs a deux avantages fondamentaux par rapport au silicium (Si) qui est le composant traditionnel des circuits intégrés : la vitesse du dispositif (transistor) et l'utilisation d'un substrat semi-conducteur que l'on va doper ou graver par exemple. Ces deux facteurs ont été déterminants dans la conception des circuits haute fréquence. Cependant, la vitesse des technologies fondées sur le silicium s'est progressivement accrue lorsque la taille des transistors a diminué et on peut fabriquer aujourd'hui des MMIC en silicium. L'avantage principal du silicium est son faible coût de fabrication comparé à celui du GaAs. Les wafers en silicium sont plus grands, de l'ordre de 20 à 30 cm contre 10 à 15 cm pour le GaAs, et le coût du wafer est significativement moindre ce qui contribue à rendre le circuit intégré moins cher.
D'autres technologies, comme celle fondée sur le phosphure d'indium (InP), permettent des performances supérieures au GaAs en termes de gain, de fréquences d'utilisation plus élevées et de bruit plus réduit. Cependant ces technologies coûtent plus cher, se traduisent par des dimensions plus réduites et une plus grande fragilité.
Le silicium-germanium (GeSi) est un alliage de semi-conducteurs fondé sur le silicium permettant une vitesse plus élevée qu'avec le silicium traditionnel tout en conservant un coût réduit.
Le nitrure de gallium (GaN) est aussi possible. Les transistors au GaN peuvent supporter des températures très supérieures ainsi que des tensions bien plus élevées ce qui les rend parfaits pour la réalisation d'amplificateurs de puissance aux micro-ondes.